# Liane Augustin
Liane Augustin (ur. 18 listopada 1927 w Berlinie, zm. 30 kwietnia 1978 w Wiedniu) – niemiecko-austriacka piosenkarka i aktorka.

## Życiorys
Swoją karierę muzyczną rozpoczęła w wiedeńskim nocnym klubie Boheme Bar. Jej występy zaowocowały nagraniem kilku płyt dla studia Vanguard. Towarzyszącymi jej muzykami byli wówczas Michael Danzinger (pianista), Laszlo Gatti (gitara) i Willi Fantel (basista).
W 1958 roku reprezentowała Austrię podczas 3. Konkursu Piosenki Eurowizji organizowanego w Hilversum. W finale widowiska zaprezentowała utwór "Die ganze Welt braucht Liebe, z którym zajęła piąte miejsce.
Zmarła w 1978 roku w Wiedniu. 26 maja 2009 roku jej imieniem nazwano jeden z placów w Wiedniu znajdujący się pomiędzy Neustiftgasse, Kirchengasse i Kellermanngasse.

## Dyskografia

### Albumy studyjne
- Orient-Express (1952)
- The Bohème Bar (1953)
- A Continental Cocktail (1953)
- Café Continental (1954)
- Glowing Embers (1955)
- Berlin Cabaret Songs (1955)
- Vienna Midnight (1956)
- Rendezvous avec Liane (1956)
- Paris Midnight (1956)
- Die Dreigroschenoper (1956)
- Embraceable You (Liane sings George Gershwin) (1957)
- Winter Wonderland (1957)
- Vienna by Night (1957)
- Paris After Midnight (1958)
- Night and Day (Songs of Cole Porter) (1959)
- April in Paris (1962)

## Nagrody
- 1957: Grand Prix du Disque z Akademii Charles Cros za udział w produkcji Opera za trzy grosze, jako Polly Peachum

## Filmografia
- Die Fiakermilli (1953)
- Lavendel (1953)
- Der rote Prinz (1954)
- ... Und wer mich küßt? (1956)
- Liebe, die den Kopf verliert (1956)
- Licht auf der Piazza (1962)